# Eric Holcomb
Eric Joseph Holcomb (født 2. maj 1968 i Indianapolis, Indiana) er en amerikansk politiker, og den 51. og nuværende guvernør for den amerikanske delstat Indiana. Han er medlem af det Republikanske parti.
Holcomb blev valgt til guvernør den 8. november 2016 og overtog embedet den 9. januar 2017.